# Maria Laskarina
Maria Laskarina av Nicaea, född 1206, död 1270, var en ungersk drottning, gift med kung Béla IV av Ungern. 

## Biografi
Hon var dotter till kejsar Theodor I Lascaris av Nicaea och Anna Angelina. 
Marias äldre syster Irene var av fadern utsedd till att gifta sig med hans efterträdare, medan Maria inte skulle gifta sig med en partner som kunde blanda sig i tronstriderna i Nicaea. Äktenskapet mellan Maria och Ungerns tronföljare arrangerades för att göra Ungern till Nicaeas allierade, och ägde rum år 1218. Maria blev drottning när maken besteg tronen 1235. Hon avled två månader efter maken.